# Жеко Спиридонов
Жеко Спиридонов (нар. 27 лютого 1867, Шумен, Болгарія, Османська імперія — 21 липня 1945, Рибариця (Софійська область), Болгарія) — видатний болгарський скульптор, педагог, професор, ректор, член-кореспондент Болгарської академії наук. 
Разом з Борисом Шацем і Марином Василевим вважається одним зі трьох засновників сучасної скульптури в Болгарії. 

## Біографія
У 1889 році закінчив школу кераміки в Богемії.  Протягом наступних трьох років викладав у Державній ремісничій школі в Софії . 
Пізніше до 1898 року вивчав скульптуру в мюнхенській Академії мистецтв. Закінчив Академію з відзнакою і був нагороджений срібною медаллю. У 1896-1897 брав участь у виставках в Німеччині. 
У 1898 році повернувся на батьківщину і почав викладати живопис в першій Софійській класичній гімназії і в Державній художній школі (нині Національна художня академія). Ректор академії (1909-1911, 1924-1926, 1929-1930). 
Серед його учнів — Іван Лазаров, Іван Фунев, Володимир Димитров-Майстора. 

## Творчість

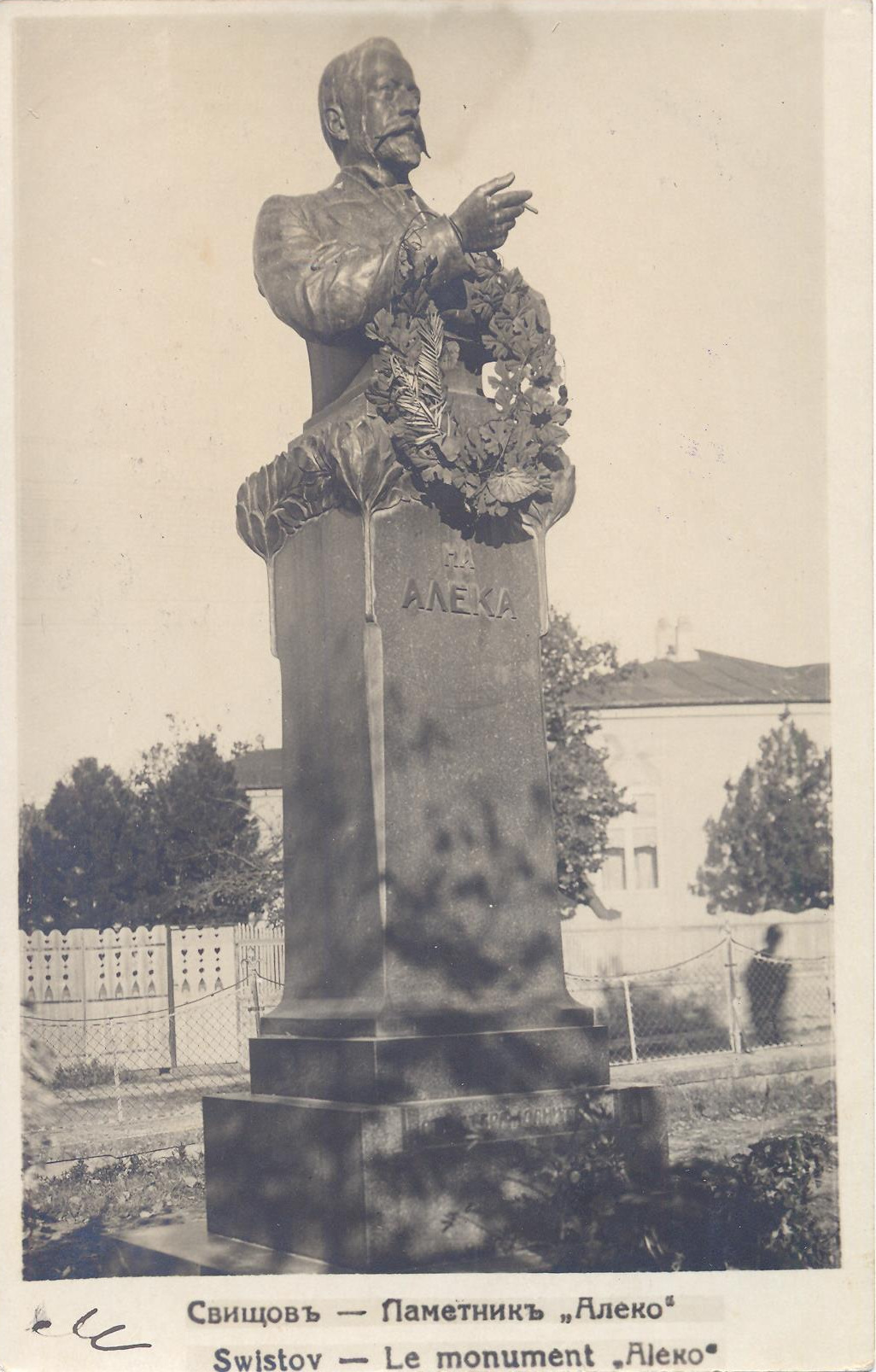
Пам'ятник Алеко Константинова у Свіштові, 1927 р.

Яскравий представник болгарської скульптури. Свої перші творчі кроки зробив на початку XX століття, випробувавши на собі вплив таких великих класиків як Донателло та інші, поки не знайшов свого індивідуального почерку. 
Автор ряду бюстів, пам'ятників і скульптур історичних діячів і сучасників. 
Створені ним образи діячів культури, революціонерів і громадських діячів говорять про багату портретну творчість Жеко Спиридонова. Правдивість і почуття художньої міри характерні для творчості скульптора. 

## Вибрані роботи

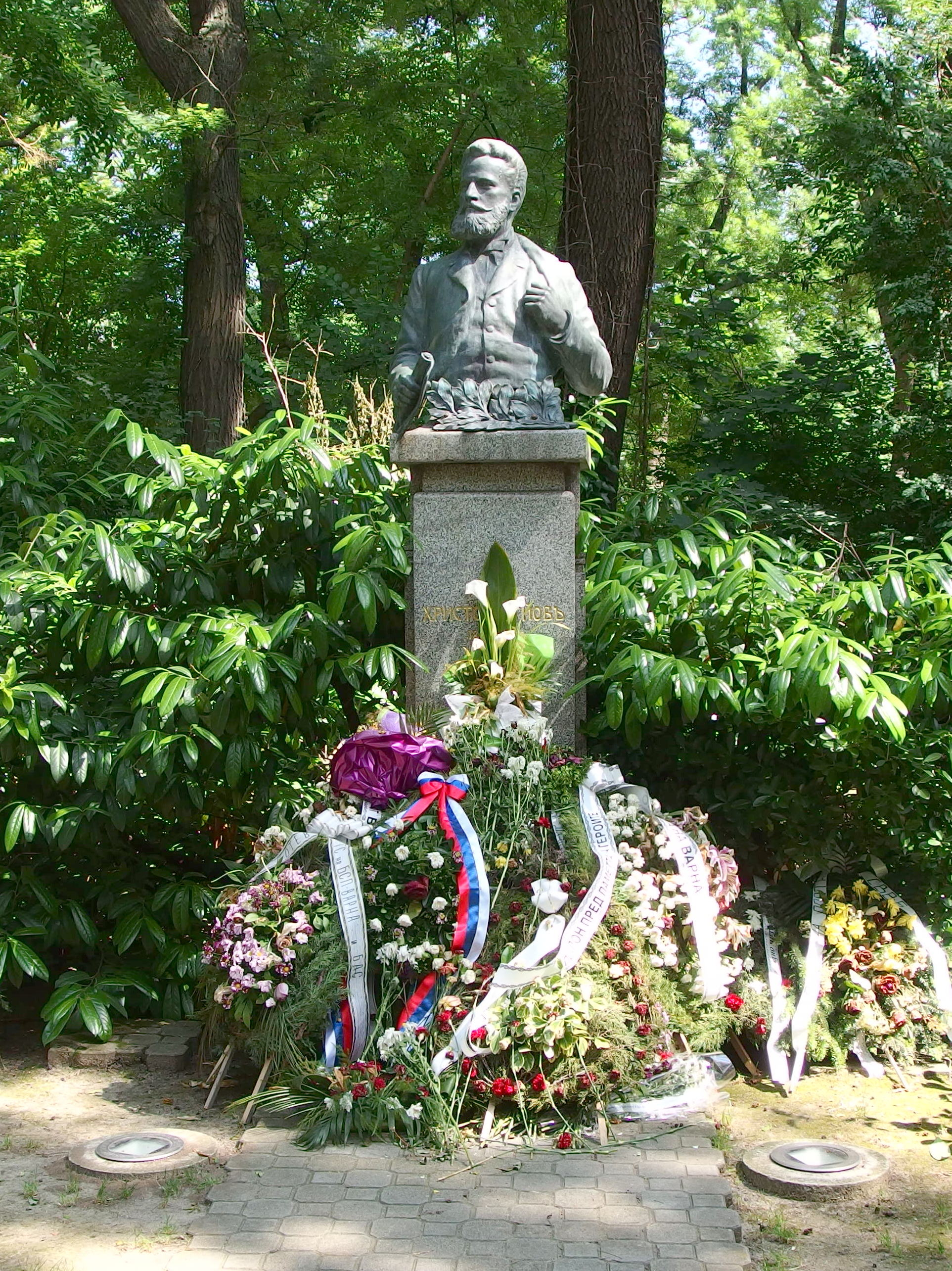
Пам'ятник Христо Ботеву у Варні

- Бюст-пам'ятник Олександру II у Плевені
- пам'ятники Христо Ботева , Васила Левського і графа Н. П. Ігнатьєва  в Морському саду у Варні, Івана Вазова і Г. Беньковського в Софії, Алеко Константінова у Свіштові.

## Пам'ять
- Іменем Жеко Спиридонова названа одна з вулиць Софії.